# Lavanttal-Arena
De Lavanttal-Arena is een stadion iets ten zuiden van Wolfsberg (Oostenrijk). Het stadion werd geopend in 1984 en biedt plaats aan 7.300 toeschouwers, waarvan 2.000 overdekte zitplaatsen. Vaste bespeler is voetbalclub Wolfsberger AC. Om het veld ligt een atletiekbaan.

## Geschiedenis
Het stadion werd geopend in 1984 en dankt haar naam aan het dal van de rivier Lavant, waarin het ligt. Bij de opening telde het stadion nog 6.500 stoeltjes. Het stadion kende toen één hoofdtribune, rond de rest van het veld en de atletiekbaan lag enkel stenen terras waar supporters (staand) plaats konden nemen. In 2012 werd aan de andere lange zijde een nieuwe tribune gebouwd, wat de capaciteit naar de huidige 7.300 tilde. Buiten wedstrijddagen worden de ruimten in het stadion gebruikt voor conferenties en horeca. Het stadion voldoet nog niet aan de UEFA-criteria dus wijkt Wolfsberger AC voor Europese wedstrijden uit naar andere Oostenrijkse stadions.

## Interlandoverzicht
| 1 | 31 mei 1988 | Oostenrijk – Finland | 0 – 2 | OS 1988 kwalificatie | 4.100 |

## Galerij

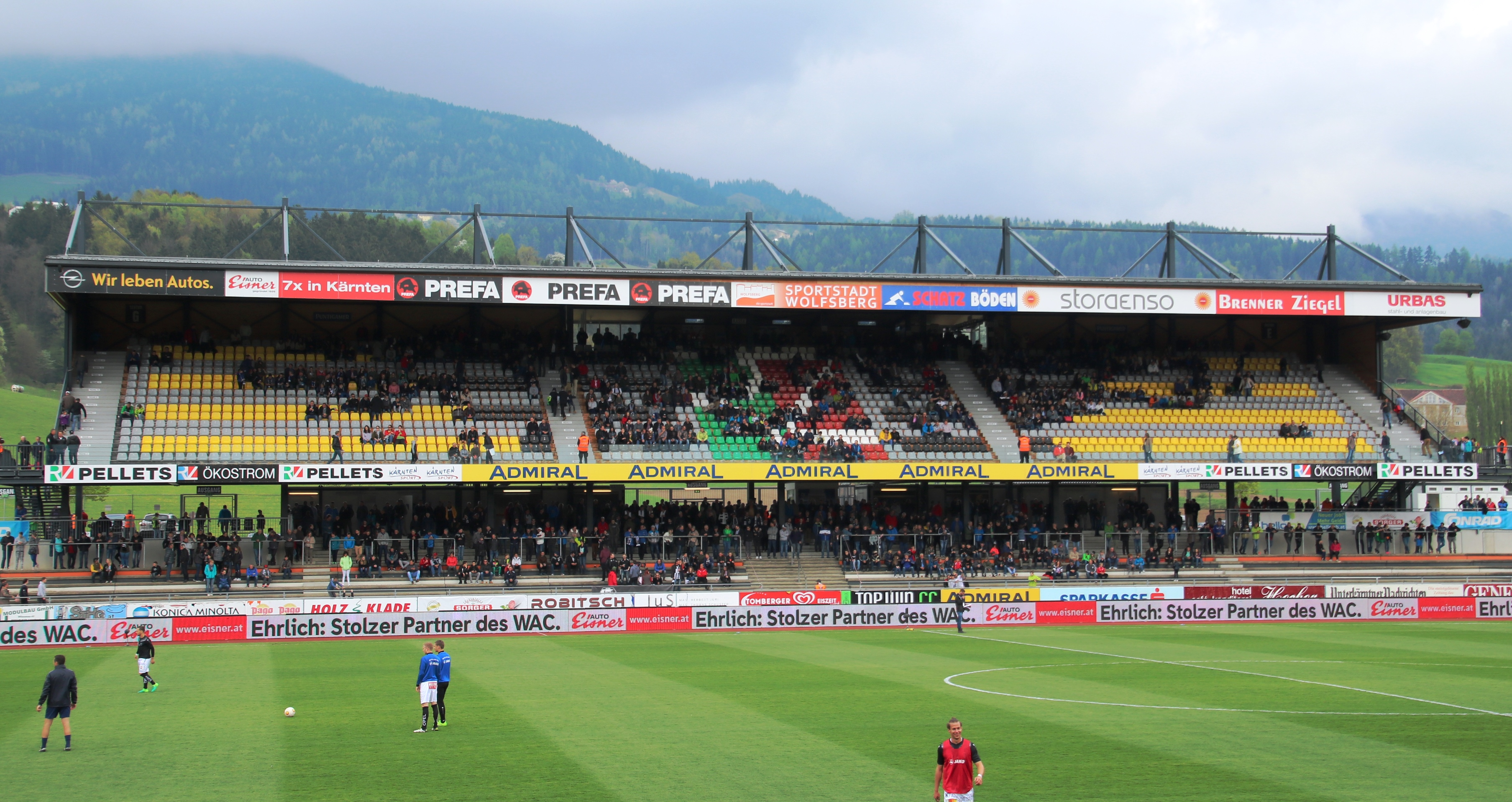
De nieuwe tribune uit 2012
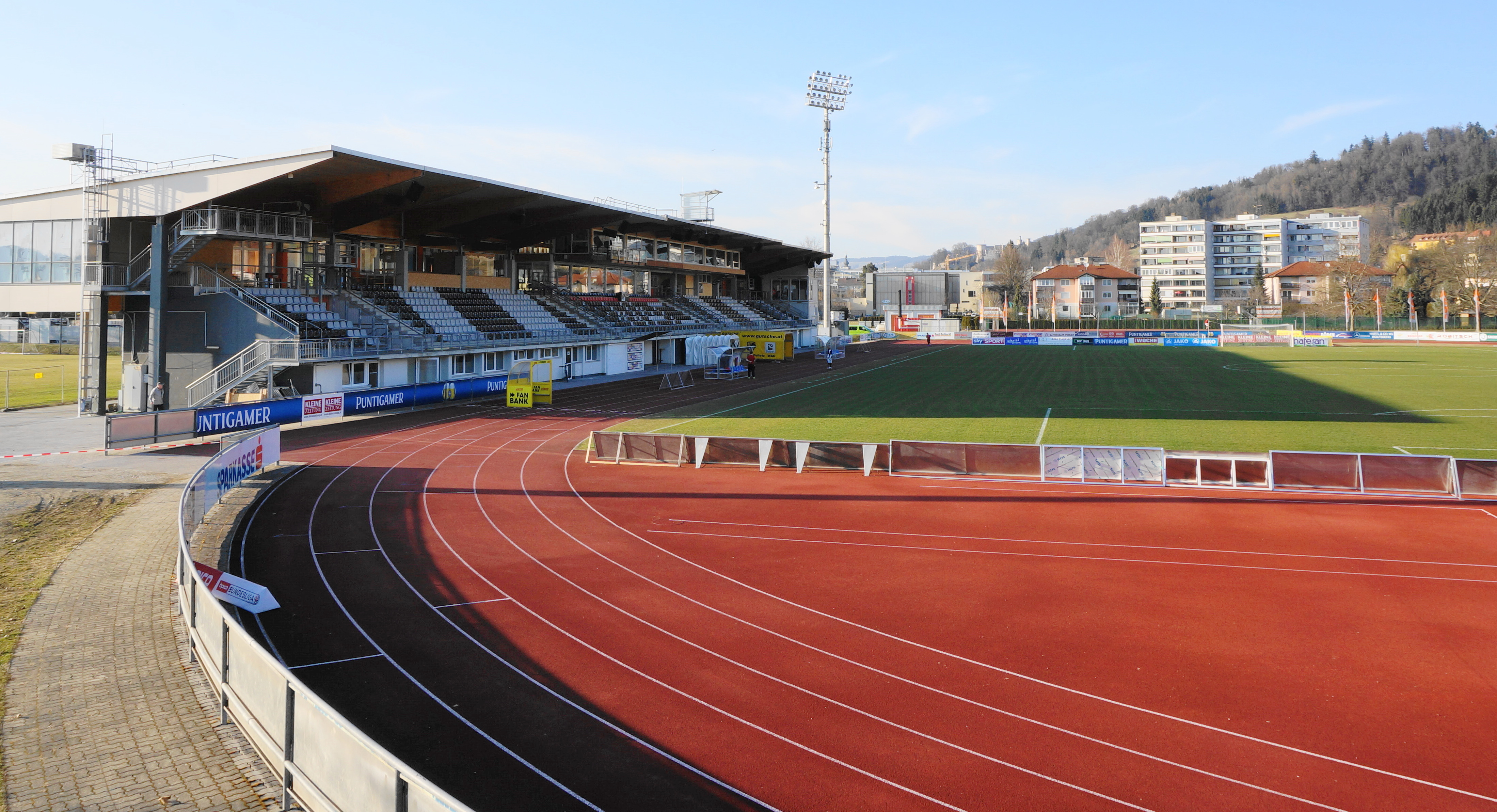
De atletiekbaan

Allianz Stadion (Rapid Wien) ·
CASHPOINT Arena (SCR Altach) ·
Generali Arena (Austria Wien) · 
Hofmann Personal Stadion (Blau-Weiß Linz) ·
Lavanttal-Arena (Wolfsberger AC) ·
Merkur Arena (Sturm Graz) ·
Profertil Arena (TSV Hartberg) · 
Raiffeisen Arena (LASK) ·
Reichshofstadion (Austria Lustenau) ·
Red Bull Arena (Red Bull Salzburg) ·
Tivoli Stadion Tirol (WSG Tirol) ·
Wörtherseestadion (Austria Klagenfurt)
Ernst Happelstadion (Oostenrijks nationaal team) ·
Stadion Donawitz (DSV Leoben) ·  
Franz Feketestadion (Kapfenberger SV) ·
Josko Arena (SV Ried) ·
ImmoAgenturstadion (Schwarz-Weiß Bregenz) ·
Merkur Arena (Grazer AK) ·
Motion invest Arena (Admira Wacker) ·
NV Arena (SKN Sankt Pölten) ·
Raiffeisen Arena (FC Juniors OÖ) ·
Vorwärts-Stadion (Vorwärts Steyr) · 
Gerhard Hanappistadion (Rapid Wien) ·
Lehenstadion (Austria Salzburg)